# Angela Birch
Angela Ramacake Birch (ur. 24 sierpnia 1974 w Lautoka) – fidżyjska pływaczka.
W 1987 wystąpiła na igrzyskach Południowego Pacyfiku. Do sportu wprowadził ją Robert Kennedy.
Brała udział w igrzyskach w 1988, na których wystartowała w pięciu konkurencjach: 50, 100 i 200 m stylem dowolnym, 100 m stylem grzbietowym i 200 m stylem zmiennym. W zawodach na 50 m stylem dowolnym odpadła w pierwszej rundzie zajmując 7. miejsce w drugim wyścigu eliminacyjnym z czasem 29,01. W klasyfikacji końcowej wynik ten dał jej 44. lokatę. Na dystansie dwa razy dłuższym także zakończyła rywalizację w pierwszej rundzie plasując się na 4. pozycji w drugim wyścigu eliminacyjnym z rezultatem 1:02,91. Dzięki temu czasowi zawody ukończyła na 51. miejscu. Na 200 m stylem dowolnym również odpadła w pierwszej rundzie zajmując 3. lokatę w pierwszym wyścigu eliminacyjnym z wynikiem 2:16,79. W ostatecznej klasyfikacji tych zawodów była 43. Na 100 m stylem grzbietowym po raz kolejny zakończyła rywalizację w pierwszej rundzie plasując się na 1. pozycji w pierwszym wyścigu eliminacyjnym z rezultatem 1:13,48. Czas ten pozwolił jej na zajęcie 37. miejsca w końcowej klasyfikacji. W zawodach na 200 m stylem zmiennym ponownie odpadła w pierwszej rundzie plasując się na ostatniej, 7. pozycji w pierwszym wyścigu eliminacyjnym z wynikiem 2:39,20. W klasyfikacji generalnej zajęła 35. lokatę, ostatnią spośród zawodniczek, które zostały sklasyfikowane. Jest najmłodszym reprezentantem Fidżi na igrzyskach olimpijskich.
Po igrzyskach ukończyła studia hotelarskie. W 1995 zdała kurs trenerski.
Po zakończeniu kariery została działaczką sportową. Pełni funkcję sekretarza fidżyjskiego związku karate. Na to stanowisko została wybrana w 2005.

## Życie osobiste
Jest córką Walijczyka Johna Bircha i Any Ramacake Birch. Wraz z rodzicami prowadzi hotel Sandalwood Lodge w Nadi. Ma córkę Mere Talei.